# Helix

Spirala (din engleză Helix) este un serial de televiziune american științifico-fantastic thriller care a avut premiera pe Syfy la 10 ianuarie 2014. Serialul prezintă povestea unei echipe de oameni de știință de la Centrul pentru Controlul și Prevenirea Bolilor, care călătoresc la un centru de cercetare aflat în regiunea arctică pentru a investiga un potențial focar de boală. Odată sosiți aici, ajung să fie blocați într-o situație pe viață și pe moarte, care ar putea decide viitorul omenirii. Producătorii executivi ai serialului Helix sunt Ronald D. Moore, Lynda Obst, Steven Maeda și Cameron Porsandeh. Serialul va avea cel puțin 13 episoade.

## Prezentare
Cercetătorii investighează o epidemie virală la o stație arctică de cercetare biologică, doar pentru a descoperi că toată afacerea are implicații dezastruoase și mai largi pentru întreaga omenire. 

## Distribuție

### Roluri principale
- Billy Campbell ca Dr. Alan Farragut
- Hiroyuki Sanada ca Dr. Hiroshi Hatake
- Kyra Zagorsky ca Dr. Julia Walker
- Mark Ghanimé ca Maior Sergio Balleseros

### Roluri secundare
- Jordan Hayes ca Dr. Sarah Jordan
- Neil Napier ca Dr. Peter Farragut
- Meegwun Fairbrother ca Daniel Aerov (Miksa)
- Luciana Carro ca  Anana
- Catherine Lemieux ca  Dr. Doreen Boyle
- Jeri Ryan ca Constance Sutton
- Amber Goldfarb ca Jaye

## Episoade
| Nr. | Titlu            | Regia             | Scenariul                                                       | Premiera TV       | Audiență SUA (milioane) |
| --- | ---------------- | ----------------- | --------------------------------------------------------------- | ----------------- | ----------------------- |
| 1   | „Pilot”          | Jeffrey Reiner    | Cameron Porsandeh                                               | 10 ianuarie 2014  | 1.82                    |
| 2   | „Vector”         | Brad Turner       | Keith Huff                                                      | 10 ianuarie 2014  | 1.82                    |
| 3   | „274”            | Steven A. Adelson | Misha Green                                                     | 17 ianuarie 2014  | 1.34                    |
| 4   | „Single Strand”  | Duane Clark       | Story by: Cameron Porsandeh Teleplay by: Javier Grillo-Marxuach | 24 ianuarie 2014  | 1.39                    |
| 5   | „The White Room” | Duane Clark       | Misha Green                                                     | 31 ianuarie 2014  | 1.13                    |
| 6   | „Aniqatiga”      | Mike Rohl         | Adam Lash & Cori Uchida                                         | 7 februarie 2014  | 1.33                    |
| 7   | „Survivor Zero”  | Mike Rohl         | Sean Crouch                                                     | 14 februarie 2014 | 1.17                    |
| 8   | „Bloodline”      | Bradley Walsh     | Mark Thomas Haslett                                             | 21 februarie 2014 | 1.48                    |
| 9   | „Level X”        | Bradley Walsh     | Sean Crouch                                                     | 28 februarie 2014 | 1.28                    |
| 10  | „Fushigi”        | TBA               | TBA                                                             | 7 martie 2014     | TBA                     |
| 11  | „Black Rain”     | TBA               | TBA                                                             | 14 martie 2014    | TBA                     |
| 12  | „The Reaping”    | TBA               | TBA                                                             | 21 martie 2014    | TBA                     |
| 13  | „Dans L'ombre”   | TBA               | TBA                                                             | 28 martie 2014    | TBA                     |

1. ↑  The episode was originally made available on iTunes and Hulu starting on January 11.

## Legături externe
- Site web oficial
- Helix la Internet Movie Database
- Official Helix Showcase Canada website Arhivat în 24 decembrie 2013, la Wayback Machine.